# Agla. Alef
Agla. Alef – polska powieść fantasy Radka Raka wydana w 2022 przez Powergraph. Powieść otwiera cykl Agla.

## Fabuła
Opowiada o nastoletniej Sofji Kluk. Jej ojciec jest badaczem i uniwersyteckim wykładowcą. Gdy nie wraca z badań, pracownicy uczelni zastanawiają się, co zrobić z jego córką. 

## Nagrody
17 czerwca 2023 ogłoszono, że Agla. Alef zdobyła nominację do Nagrody im. Janusza A. Zajdla. 2 września 2023 została jej laureatem. 17 września 2023 powieść zdobyła Nagrodę Literacką im. Jerzego Żuławskiego. Książka otrzymała również nominację w Plebiscycie Książka Roku Lubimyczytać.pl w kategorii Fantastyka młodzieżowa oraz zdobyła Nagrodę „Nowej Fantastyki” w kategorii Polska Książka Roku.
Radek Rak zdobył również nominację do Śląkfy właśnie za tę powieść. Nominowała go Anna Kańtoch. Podczas Seminarium Literackiego organizowanego przez Śląski Klub Fantastyki ogłoszono, że autorowi został przyznany tytuł Twórcy Roku.